# Ukraińskie nazwy polskich miejscowości
Ukraińskie nazwy polskich miejscowości
| Miejscowość         | Powiat         | Województwo  | Nazwa ukraińska       | Transkrypcja        |  |
| Chełm               | chełmski       | lubelskie    | Холм                  | Chołm               |  |
| Dziewiecierz        | Lubaczowski    | podkarpackie | Джєвєчєж              | Dżiewieczież        |  |
| Jarosław            | jarosławski    | podkarpackie | Ярослав               | Jarosław            |  |
| Kraków              | krakowski      | małopolskie  | Краків                | Krakiw              |  |
| Lubaczów            | Lubaczowski    | podkarpackie | Любачів               | Lubacziw            |  |
| Łódź                | Łódź           | łódzkie      | Лодзь                 | Łodź                |  |
| Międzyrzec Podlaski | bialski        | lubelskie    | Мендзижець Підляський | Mendzyżeć Pidlaśkyj |  |
| Opole               | opolski        | opolskie     | Ополе                 | Opole               |  |
| Prudnik             | prudnicki      | opolskie     | Прудник               | Prudnyk             |  |
| Przemyśl            | przemyski      | podkarpackie | Перемишль             | Peremyszl           |  |
| Przeworsk           | przeworski     | podkarpackie | Пшеворськ             | Pszeworśk           |  |
| Radymno             | jarosławski    | podkarpackie | Радимно               | Radymno             |  |
| Rzeszów             | rzeszowski     | podkarpackie | Ряшiв                 | Rjasziw             |  |
| Sandomierz          | świętokrzyskie | sandomierski | Сандомир/Судомир      | Sandomyr/Sudomyr    |  |
| Sanok               | sanocki        | podkarpackie | Сянік                 | Sjanik              |  |
| Ustrzyki Dolne      | bieszczadzki   | podkarpackie | Устрики Долішні       | Ustryky Doliszni    |  |
| Werchrata           | Lubaczowski    | podkarpackie | Верхрата              | Werchrata           |  |
| Wólka Horyniecka    | Lubaczowski    | podkarpackie | Вулка Горинецька      | Wułka Horynecʹka    |  |